# Patryk Kuchczyński
Patryk Sławomir Kuchczyński (ur. 17 marca 1983 w Gdyni) – polski piłkarz ręczny, prawoskrzydłowy, od 2018 zawodnik Orląt Zwoleń.
Reprezentant Polski, srebrny medalista mistrzostw świata w Niemczech (2007), brązowy medalista mistrzostw świata w Chorwacji (2009).

## Kariera sportowa
Kariera klubowa
Wychowanek MKS-u Brodnica. W latach 2000–2003 występował w Wybrzeżu Gdańsk. W sezonie 2000/2001, w którym zadebiutował w najwyższej polskiej klasie rozgrywkowej, zdobył z gdańskim klubem mistrzostwo Polski. W sezonie 2002/2003 rozegrał w Ekstraklasie 31 meczów i rzucił 129 bramek.
W latach 2003–2012 był zawodnikiem Vive Kielce, z którym trzykrotnie zdobył mistrzostwo Polski i sześć razy Puchar Polski. W sezonie 2005/2006, w którym rzucił 157 bramek w 30 meczach, zajął 4. miejsce w klasyfikacji najlepszych strzelców Ekstraklasy. W sezonie 2008/2009 został wybrany najlepszym prawoskrzydłowym polskiej ligi. W 2011 w wygranym spotkaniu z Nielbą Wągrowiec (37:20) zdobył swoją tysięczną bramkę w najwyższej klasie rozgrywkowej. W barwach kieleckiego klubu występował również w Lidze Mistrzów, w której zdobył 58 bramek (2003/2004 i 2009–2012).
W latach 2012–2015 grał w Górniku Zabrze. W sezonie 2012/2013, w którym rozegrał w Superlidze 28 meczów i rzucił 132 bramki, był najlepszym strzelcem Górnika w Superlidze. W barwach zabrzańskiej drużyny występował również w europejskich pucharach: Challenge Cup (16 goli w czterech meczach w sezonie 2013/2014) i Pucharze EHF (13 bramek w czterech spotkaniach w sezonie 2014/2015). W 2015 przeszedł do Azotów-Puławy, w których grał przez następne trzy lata. W 2018 został zawodnikiem drugoligowych Orląt Zwoleń. W 2022 wrócił do Azotów-Puławy jako drugi trener drużyny.
Kariera reprezentacyjna
W 2002 zdobył młodzieżowe mistrzostwo Europy – w turnieju, który odbył się w Polsce, rozegrał pięć meczów i rzucił 20 bramek.
W latach 2002–2014 rozegrał w reprezentacji Polski 201 meczów, w których rzucił 435 bramek. Uczestniczył w trzech turniejach mistrzostw świata (2007, 2009, 2011) i pięciu mistrzostw Europy (2006, 2008, 2010, 2012, 2014). Po raz ostatni w kadrze narodowej wystąpił 29 grudnia 2014 w towarzyskim spotkaniu z Czechami (29:22), w którym rzucił sześć goli.
Podczas mistrzostw świata w Niemczech (2007), w których rozegrał siedem meczów i rzucił 14 bramek, zdobył z reprezentacją srebrny medal. W mistrzostwach świata w Chorwacji (2009), w których wywalczył z kadrą brązowy medal, wystąpił w 10 spotkaniach i zdobył 24 gole.

## Sukcesy
Wybrzeże Gdańsk
- Mistrzostwo Polski: 2000/2001

Vive Kielce
- Mistrzostwo Polski: 2008/2009, 2009/2010, 2011/2012
- Puchar Polski: 2003/2004, 2005/2006, 2008/2009, 2009/2010, 2010/2011, 2011/2012

Reprezentacja Polski
- 1. miejsce w mistrzostwach Europy U-20: 2002
- 2. miejsce w mistrzostwach świata: 2007
- 3. miejsce w mistrzostwach świata: 2009

Indywidualne
- Najlepszy prawoskrzydłowy Ekstraklasy: 2008/2009[4]
- Uczestnik meczu gwiazd Ekstraklasy: 2009 (siedem bramek)[4]
- 4. miejsce w klasyfikacji najlepszych strzelców Ekstraklasy: 2005/2006 (157 bramek; Vive Kielce)[3]

Odznaczenia
- Złoty Krzyż Zasługi (2007)[16]

## Udział w turniejach mistrzowskich

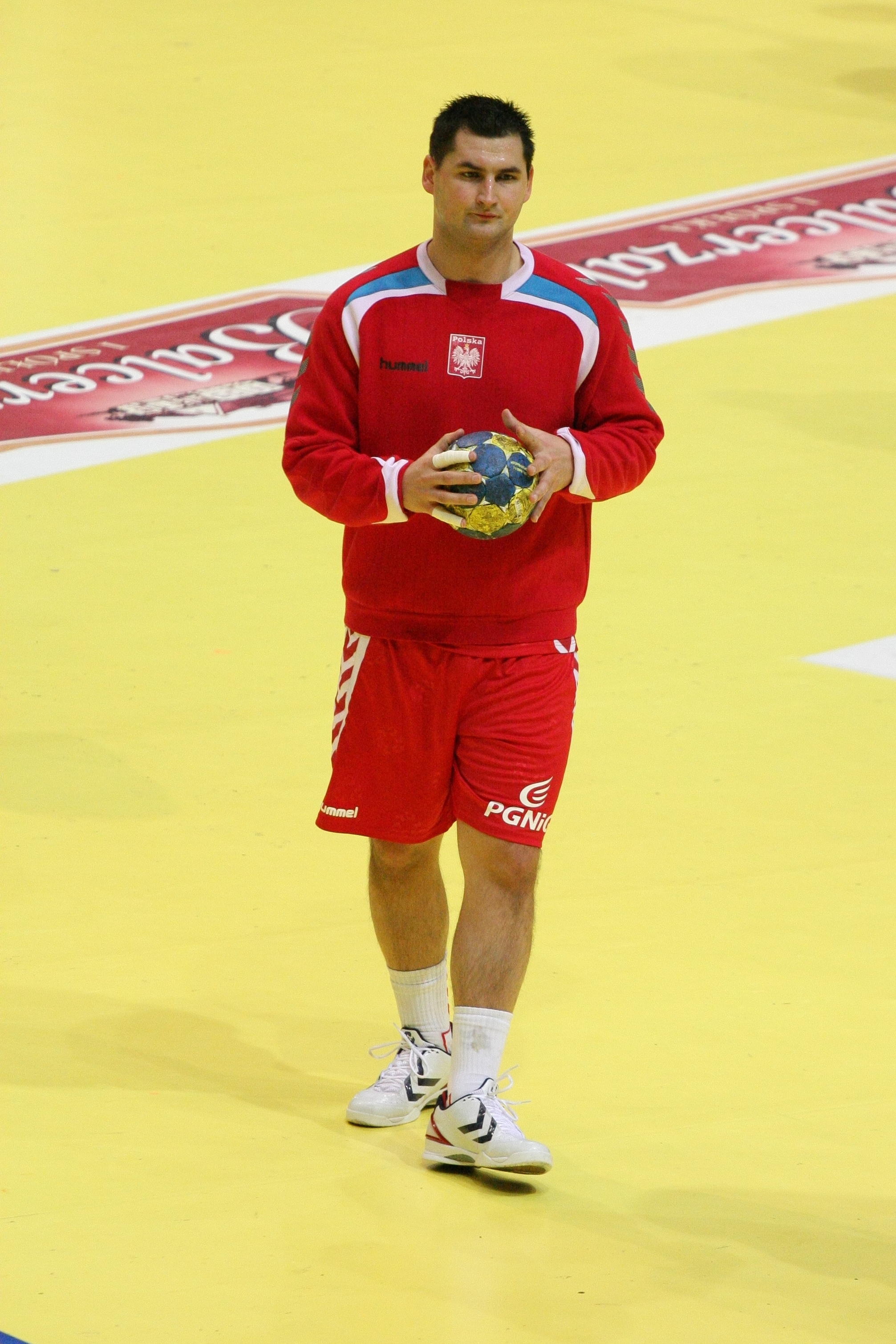
Patryk Kuchczyński w barwach reprezentacji Polski (2011)

| Turniej            | Edycja             | Mecze | Bramki | Miejsce | Źródło |
| ------------------ | ------------------ | ----- | ------ | ------- | ------ |
| Mistrzostwa świata | 2007               | 7     | 14     | 2.      | [ 14 ] |
| Mistrzostwa świata | 2009               | 10    | 24     | 3.      | [ 15 ] |
| Mistrzostwa świata | 2011               | 9     | 23     | 8.      | [ 17 ] |
| Mistrzostwa świata | Mistrzostwa świata | 26    | 61     | –       | –      |
| Mistrzostwa Europy | 2006               | 6     | 20     | 10.     | [ 18 ] |
| Mistrzostwa Europy | 2008               | 6     | 9      | 7.      | [ 19 ] |
| Mistrzostwa Europy | 2010               | 8     | 7      | 4.      | [ 20 ] |
| Mistrzostwa Europy | 2012               | 6     | 16     | 9.      | [ 21 ] |
| Mistrzostwa Europy | 2014               | 5     | 17     | 6.      | [ 22 ] |
| Mistrzostwa Europy | Mistrzostwa Europy | 31    | 69     | –       | –      |
| Łącznie            | Łącznie            | 57    | 130    | –       | –      |